# Marimba
|  | Per a altres significats, vegeu «marimba (espeleologia)». |

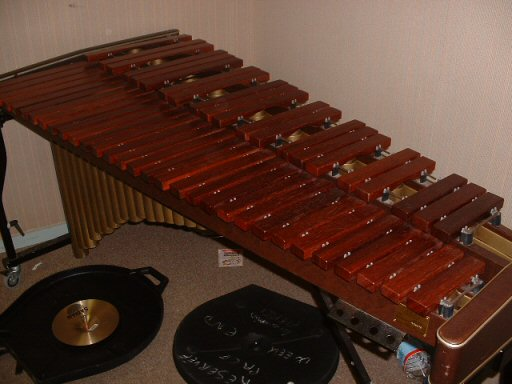
Marimba

La marimba és un instrument musical usat originàriament a Amèrica, a països i regions com Nicaragua, Costa Rica, Guatemala i Chiapas (a Mèxic). A Nicaragua i Guatemala es considera un dels instruments més representatius de la seva música típica o folklòrica.
És un instrument de percussió semblant al xilòfon. Consisteix en una sèrie de taules primes (llengüetes sonores) de diferents mides disposades de més gran a més petita, excavades per la part inferior. Aquestes llengüetes tenen perforacions en els extrems, i per aquests orificis es lliguen amb cordons que les sostenen suspeses de pitons verticals, fixes a una carcassa trapezoïdal. Cada tecla té la seva pròpia caixa de ressonància. Es toca percudint les tecles amb unes baquetes. Keiko Abe és una de les marimbistes més importantes de tots els temps.

## Repertori

### Algunes composicions per a marimba solista
- Dances of Earth and Fire, de Peter Klatzow[3]
- Reflections on the nature of water, de Jacob Druckman[4]
- Reminiscence, de Toshio Hosokawa (2002)[5]
- Totem, d'Arnold Marinissen[6]
- Two mexican dances, de Gordon Stout[7]
- Two movements for marimba, de Toshimitsu Tanaka[8]

### Alguns concerts per a marimba i orquestra
- Concert per a marimba i orquestra, d'Emmanuel Séjourné[9]
- Concertino, de Paul Creston (1940)[10]

### Marimbistes rellevants
- Keiko Abe[2]
- Leigh Howard Stevens[11]